# Karel Veliký
Karel I. Veliký (2. dubna 748? – 28. ledna 814 Cáchy) byl franský král a první středověký římský císař (800–814). Králem Franků se stal roku 768, králem Langobardů roku 774 a římským císařem roku 800. Během raného středověku sjednotil většinu západní a střední Evropy. Rozhodl se, že všichni jeho poddaní se musejí stát křesťany, tento proces byl provázen i násilím (například masakr ve Verdenu).
Karel byl prvním uznaným císařem, který vládl v západní Evropě od pádu Západořímské říše asi o tři století dříve. Franský stát, rozšířený o další území, se nazýval Karolínská říše. Kulturní rozkvět za jeho vlády je nazýván karolínská renesance. Jelikož jeho říše sjednocovala dnešní německé a francouzské území, je Karel Veliký dnes někdy nazýván „otec Evropy“. Byl svatořečen vzdoropapežem Paschalem III. a po jistou dobu kolem jeho osoby existoval náboženský kult. Východní pravoslavná církev na něho pohlížela méně příznivě. Bylo to kvůli jeho podpoře filioque a také kvůli tomu, že papež upřednostnil při jmenování císařem Karla před byzantskou panovnicí Irenou Athénskou, čímž zvýhodnil Západ.

## Vzestup Karla Velikého

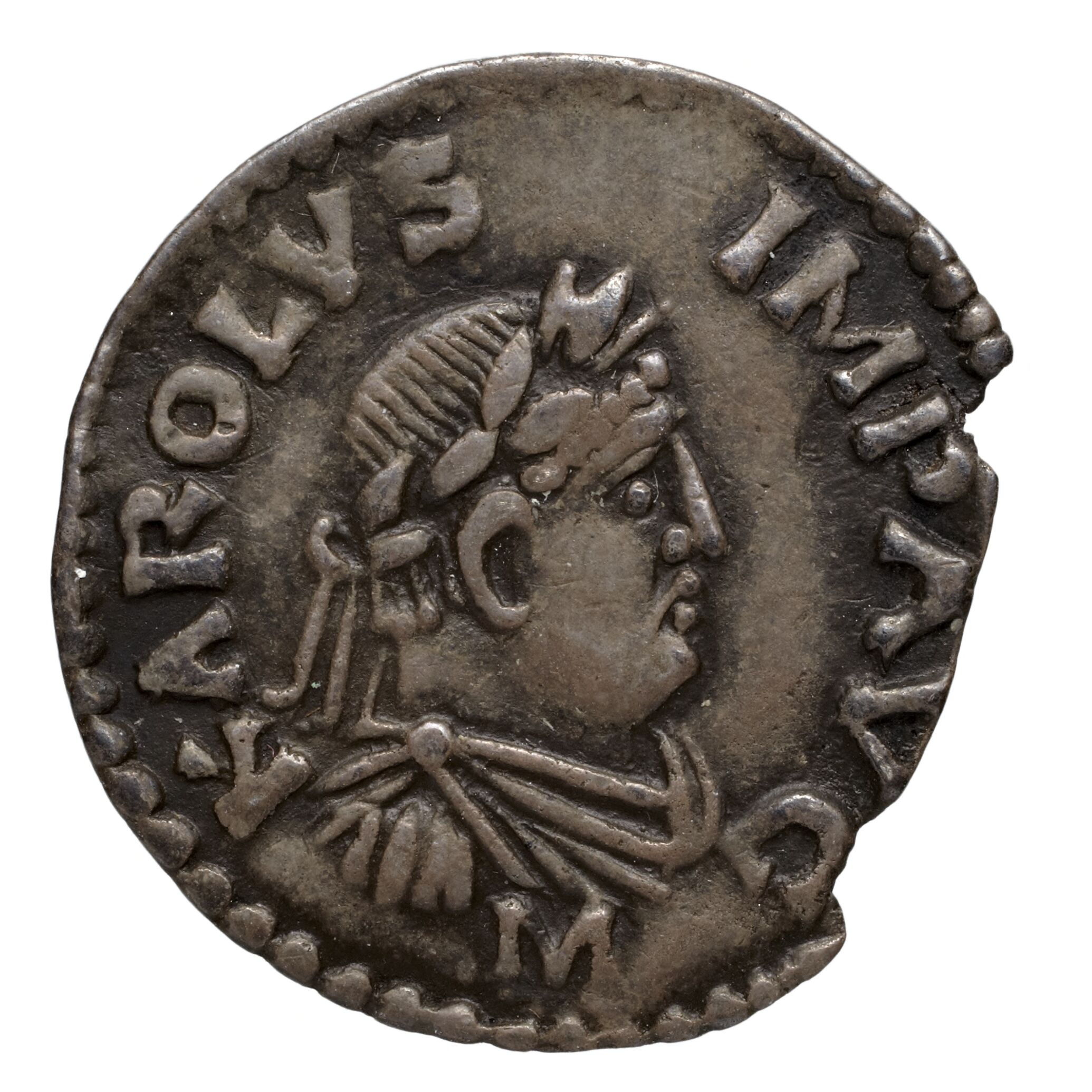
Denár Karla Velikého přibližně 812–814

Karel Veliký (latinsky Carolus nebo Karolus Magnus, francouzsky Charlemagne, německy Karl der Große) se narodil patrně roku 747 (uvádí se také 742, 748 či 751). Nebyl Němec, ale Frank, tedy romanizovaný Germán. V Karlově franské říši se úřadovalo latinsky, různé dialekty (franský, saský, bavorský, fríský, durynský, alamanský, langobardský) tu zněly vedle dialektů galských, románských a slovanských. Karel byl synem majordoma a pozdějšího franského krále Pipina III. Krátkého a Bertrady, dcery hraběte Heriberta z Laonu. Pipinovým otcem byl majordomus Karel Martel, kterému se podařilo po více než 200 letech sjednotit všechny Franky (dobyl říši Langobardů), christianizovat germánské kmeny na severovýchodě říše (saské války), porazit samostatné vévody vzdorující království (hlavně Bavorsko) a začlenit jejich území do franské říše. Po smrti Pipina roku 768 přebral Karel Veliký společně se svým bratrem Karlomanem vládu. Karloman nicméně roku 771 zemřel, takže se Karel stal jediným vládcem franské říše. Byl příslušníkem dynastie Karlovců, která vystřídala 752 Merovejce. Karel Veliký proslul nejen jako válečník a dobyvatel, ale také jako významný vládce a zákonodárce. V Cáchách založil dvorskou školu a císařský palác. Na svůj dvůr zval významné učence (např. Alkuina z Yorku, Paula Diakona, Petra z Pisy, Angilberta a Einharda). Ač byl sám negramotný, pečoval o rozvoj umění a řemesel, zmírnil kruté zákony, klášterům nařídil opatřovat knihy a zabývat se školním vzděláváním. Měl 5 legitimních žen a navíc 4 družky (církev to označovala za nezdrženlivost).
Životopis Karla Velikého Vita Karoli Magni po jeho smrti sepsal učenec a básník Einhard.

## Vláda

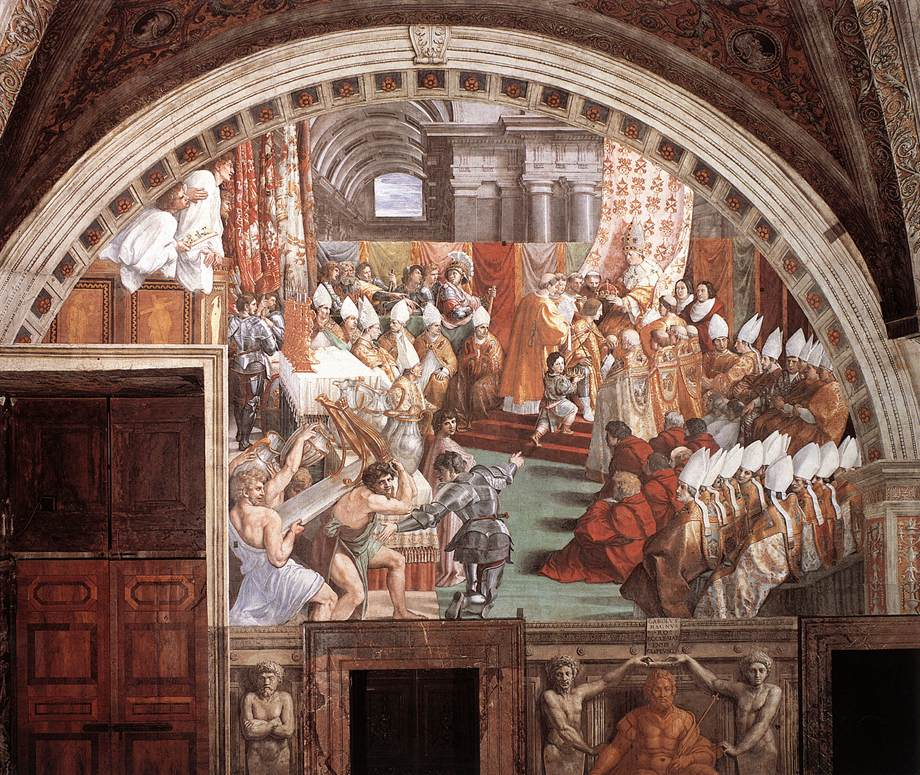
Raffaelova korunovace Karla Velikého

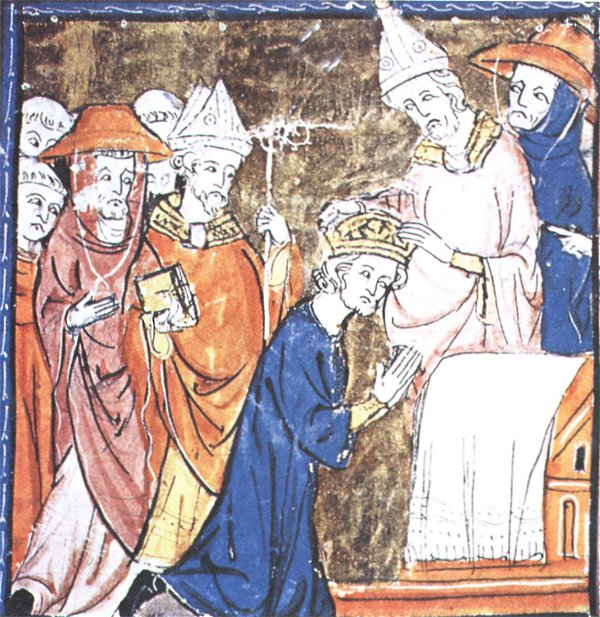
Korunovace Karla Velikého na císaře papežem Lvem III.

Za vlády Karla Velikého dosáhla Franská říše největšího územního rozmachu. Hlavní náplní Karlova panování byly výboje, za nichž se franský stát nebývale rozšířil. Přes třicet let vedli franští bojovníci urputné boje na východě za Rýnem s germánskými Sasy, se kterými Karel svedl celkem osmnáct bitev. Pokračoval v otcově expanzívní politice, 774 dobyl langobardské království, 778 poražen při výpravě na Pyrenejský poloostrov, později rozšířil území k Ebru. V letech 772–799 tak podnikali Frankové pod vedením Karla Velikého téměř každoroční válečné nájezdy do pohanského Saska, aby si Sasy politicky podrobili a aby mezi nimi vymýtili jejich pohanské náboženství a obřady, které byly duchovním tmelem saského odboje. Povstání pohanských Sasů byla exemplárně trestána – podle Annales regni Francorum dal Karel roku 782 po bitvě u Verdenu (nedaleko Brém) popravit 4 500 Sasů, kteří se proti němu a jeho christianizaci vzbouřili. Sasko se Frankům podařilo christianizovat až když zničili významné saské obětiště Irminsul (snad jižně od Paderbornu, patrně strom nebo kmen) a vyhlásili trest smrti za jakýkoliv projev pohanství (dle Capitulatio de partibus Saxoniae).
Na území dnešního Maďarska se králi podařilo úplně zničit říši Avarů, kočovného národa původem ze stepí střední Asie. Pokoušel se také o výpravy proti Slovanům v našich zemích, ale tady byl odražen a spokojil se s mírovými poplatky – tzv. tribut pacis. Roku 789 si Karel podrobil slovanské Obodrity, kteří mu platili tribut a pomáhali mu v bojích proti Sasům.
V severní Itálii ovládl království germánských Langobardů a sám se prohlásil jejich králem. Pronikl až na Pyrenejský poloostrov, kde válčil proti umajjovskému Córdobskému emirátu. Karlovo první tažení na Pyrenejský poloostrov však skončilo tragicky. Zadní voj franského vojska byl tehdy u Roncevaux přepaden a vojáci pobiti. Hrdinně zahynul i jeho velitel, prefekt bretaňské marky Roland (o tři století později napsal neznámý patrně francouzský kněz hrdinský epos Píseň o Rolandovi, v němž oslavuje hrdinu, jenž do posledního dechu bojuje za svého krále).
Franská říše Karlovců se postupně stala rozhodující mocností v západní Evropě a protiváhou byzantské říše na východě. Tomu odpovídal císařský titul jejího panovníka. 25. prosince 800 korunoval papež Lev III. během vánočních bohoslužeb v Římě Karla Velikého na císaře říše římské. Tak došlo v západní Evropě (324 let od pádu Západořímské říše) k obnovení císařství a posléze ke vzniku Svaté říše římské.
Karel se i po císařské korunovaci snažil být především vládcem Franků. Rozlehlou říši rozdělil na hrabství, která spravovala hrabata vybíraná panovníkem. V pohraničí byly místo hrabství zřizovány marky v čele s markrabími. Marky byly obsazovány vojáky, kteří měli za úkol bránit říši před útoky zvenčí. Středisky správy byly královské dvorce s palácem, rozmístěné v různých částech země. K nim příslušely statky. Kontrolu nad celým územím prováděl král, který se svou družinou zemi objížděl. Říše neměla hlavní město, v němž by trvale sídlil. Při tehdejší malé úrodnosti totiž početný královský dvůr rychle spotřeboval zásoby potravin i pícnin z širokého okolí. Panovník byl proto nucen cestovat po statcích (falcích), na nichž mu poddaní vždy přichystali dostatek obživy a čerstvé koně pro něho osobně i jeho družinu. Karel ovšem nejraději pobýval v Cáchách, kde si nechal postavit výstavní císařský palác. Je pohřben v cášské katedrále Panny Marie, kterou sám založil. Po smrti jeho syna Ludvíka Pobožného byla franská říše rozdělena na tři části – západofranskou, středofranskou a východofranskou. Rozdělili si ji tak Ludvíkovi synové Verdunskou smlouvou roku 843.

## Reforma státní správy

Jezdecká soška Karla Velikého, Louvre

V důsledku neustálého rozpínání Franské říše byl Karel Veliký nucen provést reformu státní správy. Říše byla tedy rozdělena na jednotlivá hrabství, která spravovala hrabata podřízená vládci. Pohraniční území, která byla ohrožována častými vojenskými vpády, byla rozdělena na marky, což byly vlastně vojenské oblasti, v jejichž čele stál vévoda či markrabě, který byl rovněž podřízen panovníkovi. Na hranicích byla tedy neustálá přítomnost vojenských jednotek. Dalším bodem reformy státní správy byla povinnost umět číst a psát pro státní správu. Karel Veliký (který sám patrně psát neuměl) chtěl tímto novým nařízením zvednout úroveň vládnutí ve své říši.

## Karolínská renesance

Franská říše mezi lety 481 a 814. Letopočty udávají rok připojení k říši, Karlovo rozšíření je světle zelené.

Dvůr Karla Velikého se stal významným střediskem kultury, jakou bychom v tehdejší Evropě – s výjimkou Byzance – marně hledali. Po pádu římské říše se kulturní vývoj na západě ubíral složitými cestami. Barbarské národy neuměly číst ani psát a vědění starověkého Říma upadalo pozvolna v zapomnění. Určitého vzdělání se dostávalo pouze kněžím a mnichům, kteří potřebovali číst církevní spisy, především Bibli, aby ji mohli vykládat věřícím. Teprve ve franské říši za panování Karla Velikého a mnohdy právě z jeho popudu došlo k rozkvětu vzdělanosti, výtvarného umění a stavitelství. Tato snaha o obnovu kulturního života bývá nazývána karolínskou renesancí (znovuzrození, ve smyslu obnovení antické kultury). Karolínská doba však nevzkřísila ducha antické vzdělanosti, spíše se jím jen inspirovala a snažila se ho napodobit. Dala však pevné základy dalšímu vývoji kultury a umění, který později dospěl k vytvoření románského slohu. V tomto období vzniklo i nové písmo, zvané Karolínská minuskule.
Novými nositeli kultury se staly především kláštery. V jejich písařských dílnách (skriptoriích) se opisovaly staré rukopisy a zdobily se malbami. Šlo především o biblické texty, ale také o spisy antických autorů. Ty byly využívány především pro zlepšení znalostí spisovné latiny – jazyka církve. Svým obsahem byla antická díla chápání středověkých křesťanů již značně vzdálená. Díky těmto opisům se však řada z nich dochovala.
Karel Veliký se od počátku své vlády snažil, aby duchovní získali dobré vzdělání. Podporoval proto zakládání škol při klášterech a biskupstvích. Ke svému dvoru povolal mnohé učence z Anglie, Itálie a Španělska. Ti pak působili na církevních školách i v Karlově družině. Jedním z nich byl všestranně vzdělaný anglosaský mnich Alkuin z Yorku, Karlův přítel. Právě on nepochybně podnítil vznik řady významných děl v oblasti umělecké, literární i stavební. Do okruhu rádců Karla Velikého patřil také učenec a básník Einhard. Po císařově smrti sepsal jeho životopis Vita Karoli Magni, který se stal jedním z nejpozoruhodnějších literárních děl své doby. Dvůr Karla Velikého patřil k nejbohatším v Evropě.

## Vztah k českým dějinám
Války proti Avarům v roce 791 se s velkou pravděpodobností účastnily i české kmeny. V roce 805 Karel Veliký vyslal vojenskou výpravu do Čech za účelem podmanění českých kmenů na východě. Tři vojska se podle kronik Annales Mettenses priores a Chronicon Moissacense pod vedením Karlova syna, Karla Mladšího spojila na soutoku Labe a Ohře. Asi 30 tisíc bojovníků oblehlo hradiště, které se v kronikách nazývá Canburg. České kmeny se jim nemohly postavit v otevřeném boji, ale hradiště po 40 dnů ubránily. Při obraně města byl zabit i český vévoda Lech, je ale možné, že pouze došlo k chybnému překladu, v němž slovo „lech“ původně odkazuje na slovanské pojmenování funkce. Karlova armáda sice vyplenila okolí po obou březích Labe, ale pro nedostatek potravy se musela vrátit domů. Následující rok se armáda Karla Velikého pod vedením Karlova syna Pipina na území Čech vrátila, tentokrát se kvůli obavám z hladomoru (popisují říšské anály Annales regni Francorum a Chronicon Gothanum) Češi podřídili a přistoupili na placení tributu.

## Svatořečení

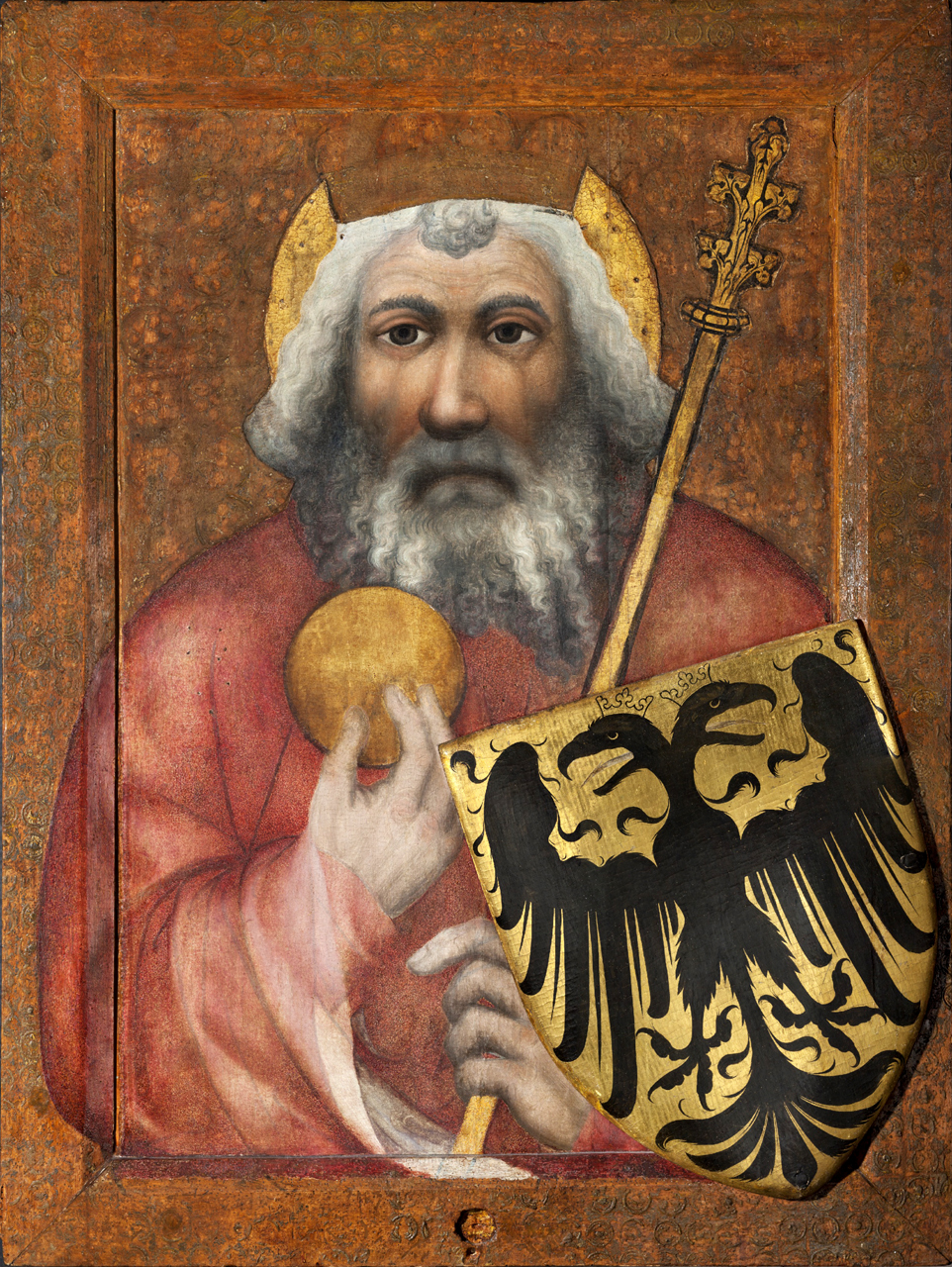
Mistr Theodorik, Sv. Karel Veliký, Národní galerie v Praze

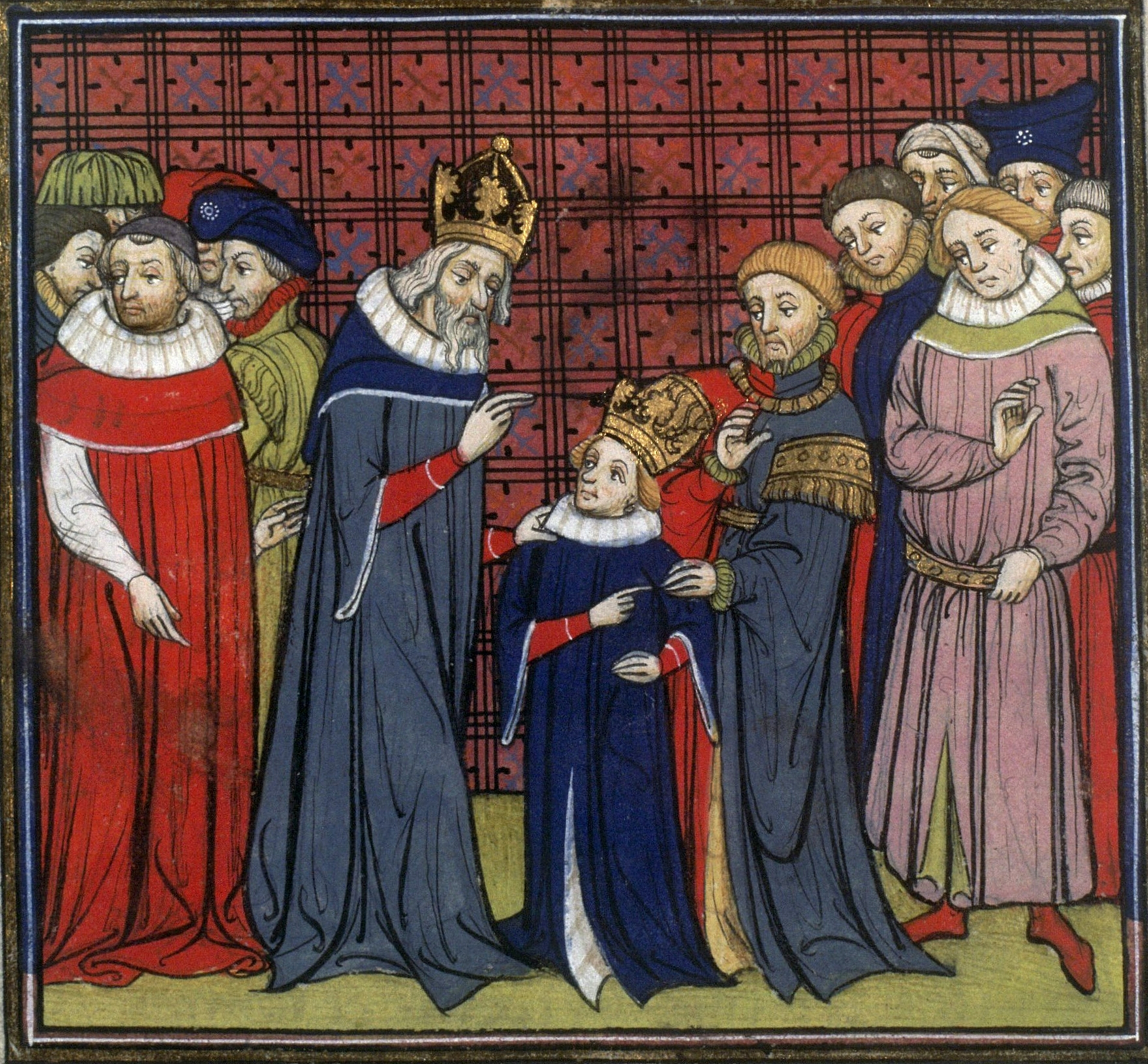
Karel Veliký a jeho syn Ludvík Pobožný

Roku 1165 prohlásil kolínský arcibiskup na podnět císaře Fridricha I. Barbarossy Karla Velikého za svatého. Stalo se tak proti vůli tehdejšího papeže Alexandra III., zato svůj souhlas k této kanonizaci dal vzdoropapež Paschalis III. Církev svatořečení Karla Velikého toleruje od roku 1176 s tím, že je oficiálně pouze povoleno, nikoliv uznáno. Císař není zapsán v seznamu svatých římské církve.
Obraz Karla Velikého jako panovníka-světce vytvořil pro kapli svatého Kříže na hradě Karlštejně dvorní malíř Karla IV. Mistr Theodorik. Je mu též zasvěcen význačný kostel Nanebevzetí Panny Marie a svatého Karla Velikého na Karlově v pražském Novém Městě.Přestože jej původně svatořečil vzdoropapež, toto zasvěcení pražského chrámu bylo církevně schváleno papežem Klementem V., mj. vychovatelem Karla IV. Pražští cínaři, konváři a mosazníci jej uctívali jako patrona svého cechu.

## Potomci
První manželství s Desideratou, dcerou krále Langobardů Desideria dojednala Karlova matka Bertrada v roce 770. Princezna však skončila v klášteře a Karel se v roce 771 oženil s třináctiletou Hildegardou, dcerou hraběte Gerolda. Alemanská princezna je považována za Karlovu velkou lásku a ve franských pramenech je jako první manželka nazývána královnou. Hildegarda zemřela v pětadvaceti letech a dala život devíti dětem. Třetí manželka Fastrada zemřela v roce 794 a čtvrtá Alemanka Luitgarda roku 800 jako bezdětná. Po její smrti sice Karel uvažoval o sňatku s byzantskou císařovnou Irenou, ale ta byla roku 802 svržena, a tak zůstal vdovcem. Podle genealogického průzkumu je známým přímým potomkem např. Cindy Crawford.
- Karel Mladší (772–811) – neustrijský král
- Adelaida (773/74–774)
- Rotruda (asi 775–810) – hrabětem Roricem z Maine měla syna Ludvíka
- Karloman – pod jménem Pipin Italský byl králem Itálie ∞ 795 NN
- Ludvík I. Pobožný (778–840)

1. ∞ 794 Ermengarda z Hesbaye († 818)
2. ∞ 819 Judita Welfská

- Lothar (778–779) – dvojče
- Berta (779/80–828) – s Angilbertem měla syny Hartnida a Nitharda. Roku 814 byla vypovězena z královského dvora
- Gisela (781–814)
- Hildegarda (782–783)
- Theodrada (asi 785–po 844), jeptiška v Argenteuilu
- Hiltruda (asi 787?–po 800)
- Drogo
- Hugo
- Chrotais
- Ruodhaid
- Theodorich
- Adaltruda

Kromě devíti dětí z manželství s Hildegardou a dvou dcer z manželství s Fastradou měl Karel řadu nemanželských potomků. Nejstarším z těchto dětí byl nemocný Pipin Hrbatý (770–811) ze vztahu s konkubínou Himiltrudou, který měl postiženou páteř.

## Karlův život v datech
- 768 Karel a jeho bratr Karloman I. Franský přebírají vládu ve franské říši
- 771 po bratrově smrti se Karel stal jediným vládcem franské říše
- 772–804 války s cílem podmanit si a christianizovat Sasy
- 774 dobytí Pavie, svržení langobardského krále Desideria – Karel Veliký langobardským králem
- 778 neúspěšná výprava na Pyrenejský poloostrov proti Arabům (epizoda s Rolandem při porážce v bitvě v průsmyku Roncevaux)
- 781 založení italského království jako dílčího království franské říše
- 788 svržení a odsouzení bavorského vévody Tassila III.
- 791–803 vyvrácení říše Avarů
- 793 povstání Frísů proti odvodům do franské armády
- 795 vítězství nad Avary, dobytí „hrinku“, zřízení panonské marky
- 25. prosinec 800 korunovace a pomazání na císaře papežem Lvem III. v Římě
- 801 rozšířil franské území až k řece Ebro a založil španělskou marku
- 802 přijetí poselstva bagdádského chalífy Hárúna, který Karlovi daroval indického slona[16]
- 803 válka mezi Franskou říší a Byzancí
- 805 útok na Čechy a uložení placení tributu[17]
- 810 dánští Vikingové pod vedením krále Godfreda napadli Frísko
- 812 byzantské uznání Karla Velikého císařem – konec války trvající od roku 803
- 814 smrt Karla Velikého

## Karlův odkaz
Franská říše v době Karlovy vlády dosáhla rozlohy 1 200 000 km², patřilo do ní území od dnešní Francie až k západním hranicím České republiky. Na tuto říši se odkazuje Evropská unie jako na svého předchůdce. V tomto duchu se každoročně v Cáchách uděluje nejprestižnější evropské ocenění, Cena Karla Velikého. Jedna z hlavních budov Evropské komise v Bruselu nese název Charlemagne building.
Bylinkář a léčitel
V 8. stol. vydal císař Karel Veliký seznam léčivých rostlin, které musely být pěstovány v císařských zahradách. O Fenyklu prohlásil, že fenykl je základem zahrady každého panovníka.

## Vývod z předků
|              |                      |  |  |             |  |  |  |  |  |  |  | Ansegisel |
|              |                      |  |  |             |  |  |  |  |  |  |  |           |
|              | Pipin II. Prostřední |  |  |             |  |  |  |  |  |  |  |           |
|              |                      |  |  |             |  |  |  |  |  |  |  |           |
|              |                      |  |  | Svatá Begga |  |  |  |  |  |  |  |           |
|              |                      |  |  |             |  |  |  |  |  |  |  |           |
|              | Karel Martel         |  |  |             |  |  |  |  |  |  |  |           |
|              |                      |  |  |             |  |  |  |  |  |  |  |           |
|              |                      |  |  |             |  |  |  |  |  |  |  |           |
|              |                      |  |  |             |  |  |  |  |  |  |  |           |
|              | Alpaida              |  |  |             |  |  |  |  |  |  |  |           |
|              |                      |  |  |             |  |  |  |  |  |  |  |           |
|              |                      |  |  |             |  |  |  |  |  |  |  |           |
|              |                      |  |  |             |  |  |  |  |  |  |  |           |
|              | Pipin III. Krátký    |  |  |             |  |  |  |  |  |  |  |           |
|              |                      |  |  |             |  |  |  |  |  |  |  |           |
|              |                      |  |  |             |  |  |  |  |  |  |  |           |
|              |                      |  |  |             |  |  |  |  |  |  |  |           |
|              | Lambert z Hesbaye    |  |  |             |  |  |  |  |  |  |  |           |
|              |                      |  |  |             |  |  |  |  |  |  |  |           |
|              |                      |  |  |             |  |  |  |  |  |  |  |           |
|              |                      |  |  |             |  |  |  |  |  |  |  |           |
|              | Rotruda Trevírská    |  |  |             |  |  |  |  |  |  |  |           |
|              |                      |  |  |             |  |  |  |  |  |  |  |           |
|              |                      |  |  |             |  |  |  |  |  |  |  |           |
|              |                      |  |  |             |  |  |  |  |  |  |  |           |
|              | Chrotlinda           |  |  |             |  |  |  |  |  |  |  |           |
|              |                      |  |  |             |  |  |  |  |  |  |  |           |
|              |                      |  |  |             |  |  |  |  |  |  |  |           |
|              |                      |  |  |             |  |  |  |  |  |  |  |           |
| Karel Veliký |                      |  |  |             |  |  |  |  |  |  |  |           |
|              |                      |  |  |             |  |  |  |  |  |  |  |           |
|              |                      |  |  |             |  |  |  |  |  |  |  |           |
|              |                      |  |  |             |  |  |  |  |  |  |  |           |
|              |                      |  |  |             |  |  |  |  |  |  |  |           |
|              |                      |  |  |             |  |  |  |  |  |  |  |           |
|              |                      |  |  |             |  |  |  |  |  |  |  |           |
|              |                      |  |  |             |  |  |  |  |  |  |  |           |
|              | Charibert z Laonu    |  |  |             |  |  |  |  |  |  |  |           |
|              |                      |  |  |             |  |  |  |  |  |  |  |           |
|              |                      |  |  |             |  |  |  |  |  |  |  |           |
|              |                      |  |  |             |  |  |  |  |  |  |  |           |
|              | Bertrada z Prümu     |  |  |             |  |  |  |  |  |  |  |           |
|              |                      |  |  |             |  |  |  |  |  |  |  |           |
|              |                      |  |  |             |  |  |  |  |  |  |  |           |
|              |                      |  |  |             |  |  |  |  |  |  |  |           |
|              | Bertrada z Laonu     |  |  |             |  |  |  |  |  |  |  |           |
|              |                      |  |  |             |  |  |  |  |  |  |  |           |
|              |                      |  |  |             |  |  |  |  |  |  |  |           |
|              |                      |  |  |             |  |  |  |  |  |  |  |           |
|              |                      |  |  |             |  |  |  |  |  |  |  |           |
|              |                      |  |  |             |  |  |  |  |  |  |  |           |
|              |                      |  |  |             |  |  |  |  |  |  |  |           |
|              |                      |  |  |             |  |  |  |  |  |  |  |           |
|              | Gisela z Laonu       |  |  |             |  |  |  |  |  |  |  |           |
|              |                      |  |  |             |  |  |  |  |  |  |  |           |
|              |                      |  |  |             |  |  |  |  |  |  |  |           |
|              |                      |  |  |             |  |  |  |  |  |  |  |           |
|              |                      |  |  |             |  |  |  |  |  |  |  |           |
|              |                      |  |  |             |  |  |  |  |  |  |  |           |
|              |                      |  |  |             |  |  |  |  |  |  |  |           |
|              |                      |  |  |             |  |  |  |  |  |  |  |           |

## Hrdina chansons de geste

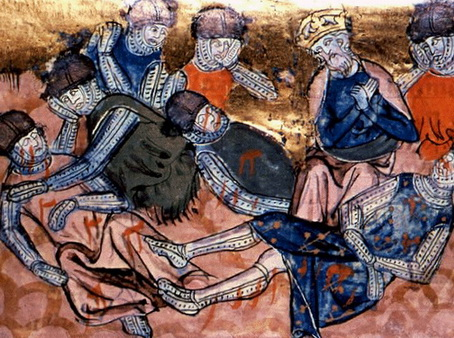
Karel Veliký nad mrtvým Rolandem, ilustrace ze 14. století

Kolem postavy Karla Velikého, jeho předků a potomků vzniklo více než sto velkých epických skladeb starofrancouzské hrdinské epiky (převážně z 12. a 13. století), tzv. chansons de geste, zařazených do tří základních cyklů, ve kterých není Karel Veliký vždy zcela kladnou postavou. Nejvýznamnější je z tohoto hlediska Královský (karolínský) cyklus, kam patří nejznámější chanson de geste Píseň o Rolandovi.